# کرابن‌دام
کرابن‌دام (به هلندی: Krabbendam) یک روستا در هلند است که در Schagen واقع شده‌است. کرابن‌دام ۱۴۰ نفر جمعیت دارد.